# Slag bij Gettysburg
De Slag bij Gettysburg (1, 2 en 3 juli 1863) was een van de grootste veldslagen van de Amerikaanse Burgeroorlog en een van de grootste van het westelijk halfrond. De slag vond plaats in en om het Amerikaanse stadje Gettysburg in de staat Pennsylvania tussen de twee grootste legers van de gehele oorlog en wordt gezien als het grote keerpunt van die oorlog.

## Aanleiding tot de slag
De Slag bij Gettysburg is de enige grote slag die geleverd is tijdens de tweede campagne van Lee ten noorden van de Potomac. Om het hoe en waarom van deze slag te doorgronden, is het nodig om de achtergrond te bekijken waartegen deze slag geleverd werd.

### De situatie in de Verenigde Staten in 1863
Tegen het begin van het tweede kwartaal van 1863 was de oorlog in een feitelijke impasse geraakt.
Aan het westelijke front waren de Geconfedereerde Staten al twee en een half jaar aan de verliezende hand. Vrijwel de gehele Mississippi was in handen gevallen van de federale troepen van de Verenigde Staten, met uitzondering van de stad Vicksburg – die al maanden onder beleg lag van de Army of the Tennessee van Ulysses S. Grant.
Aan het oostelijke front stond het grote leger van de Geconfedereerde Staten – de Army of Northern Virginia – tegenover de immense Army of the Potomac van majoor-generaal Joseph Hooker. Deze was er echter (net als zijn voorgangers) niet in geslaagd de overmacht van zijn leger uit te buiten en had zelfs begin mei een uiterst vernederende nederlaag geleden tegenover Lee in de Slag bij Chancellorsville. Dit verlies, boven op de constante verliezen en nederlagen van het leger tegen Lee, maakten dat de oorlog in het Noorden buitengewoon onpopulair was en er een groeiende vredesbeweging in het Noorden was.
Tegelijkertijd was het aan beide zijden duidelijk dat het geluk van de Geconfedereerde Staten in het oosten niet kon blijven voortduren. Het Zuiden was economisch, industrieel en militair ondergeschikt aan het Noorden. Het Noorden beschikte over meer manschappen, meer en betere wapens. Het Zuiden had flair en strijdlust, maar het was ook duidelijk dat een Noordelijke generaal met meer doorzettingsvermogen aan het hoofd van de Army of the Potomac de zaak op termijn op zou kunnen rollen. De beste hoop van het Zuiden op een militaire overwinning en uiteindelijke onafhankelijkheid van het Noorden was altijd buitenlandse interventie geweest door grootmachten het Verenigd Koninkrijk en Frankrijk – een hoop die vervlogen was door de Emancipatie Proclamatie van 1862.
En om de zaak nog net dat kleine beetje extra erger te maken, stond de militaire leiding van de Zuidelijke legers onder druk. Lee had briljante overwinningen geboekt, vooral omdat hij kon beschikken over een leger dat geleid werd door mensen die zijn wensen konden dromen, die dachten zoals hij. Lee kon een strategie uitstippelen en er verder op vertrouwen dat zijn aanvoerders die strategie tot in de puntjes uit zouden voeren zonder extra aanwijzingen, zelfs als het op het slagveld opeens raar liep – ze waren in staat om in die gevallen op Lees wensen te anticiperen en die uit te voeren. Maar begin 1863 was opeens een aantal mensen op sleutelposities in Lees hiërarchie omgekomen – met name Lees steun en toeverlaat, de excentrieke, niets en niemand ontziende Thomas "Stonewall" Jackson. Lee moest opeens terugvallen op nieuwe officieren, van wie hij er een aantal nog niet geschikt achtte om de posten in te nemen die ze nu wel over moesten nemen.
Tegelijkertijd was Abraham Lincoln ook niet blij. De oorlog in het westen vorderde gestaag, maar het beleg van Vicksburg bleef voortduren. Erger was echter het feit dat hij maar geen goede commandant kon vinden voor de Army of the Potomac, dat met een overwicht van 90.000 tegen 45.000 steeds bleef verliezen van Lee. Na het verlies bij Chancellorsville diende Hooker zijn ontslag in (overigens niet om die reden, maar vanwege een ruzie op 27 juni aangaande de troepen bij Harpers Ferry), dat Lincoln maar al te graag aannam. Na consultatie met westelijk opperbevelhebber Henry Halleck besloot Lincoln generaal George Meade aan te stellen als commandant van de Army of the Potomac.

### De Noordelijke campagne van Lee
In een bijeenkomst tussen Lee en Jefferson Davis eind april werd overeengekomen dat er iets moest gebeuren om de strategische positie van het Zuiden in de oorlog te verbeteren. Deze conclusie was onontkoombaar – zelfs lagere commandanten als P.G.T. Beauregard hadden die noodzaak al zo publiekelijk opgemerkt dat ze zelfs zo ver waren gegaan om op eigen houtje verstrekkende campagneplannen naar Jefferson Davis te sturen, met als doel te proberen de kansen van het Zuiden radicaal te doen keren.
Lee was echter veel conservatiever dan zijn ondergeschikten en legde de lat lager. Hij was er wel van overtuigd dat er iets groots moest gebeuren, maar in plaats van te mikken op grote, militaire overwinningen voelde hij er meer voor een campagne op te zetten die het Noorden zo de stuipen op het lijf zou jagen dat de vredesbeweging de overhand zou krijgen en het Noorden zou besluiten de oorlog te staken en het Zuiden te laten gaan. Tegelijkertijd was Lee dan weer wel zo gedurfd om daarvoor als middel een tweede invasie van het Noorden voor te stellen (na de eerste in de zomer van 1862). Lees plannen waren kort en goed om meer soldaten te ronselen om zijn leger op optimale kracht te brengen en tegelijkertijd het leger opnieuw in te delen in handzamere onderdelen, zodat hij meer overzicht kon houden over zijn spiksplinternieuwe commandanten. Hij zou de Potomac overtrekken, de staten Maryland en Pennsylvania in. Hierdoor zou hij van het rijke land kunnen leven met zijn leger en tegelijkertijd Washington D.C. kunnen bedreigen – met enig geluk zou hij zo niet alleen de vredesbeweging aanvuren, maar ook Grants troepen weglokken van Vicksburg om Washington te helpen verdedigen.
Davis stemde hiermee in en Lee begon met de voorbereidingen. De hele maand mei besteedde hij aan het uitrusten en klaarmaken van zijn leger, waarvoor hij onder andere 30.000 man onder de wapenen liet brengen waarmee de kracht van zijn leger op 75.000 kwam. Deze legermacht verdeelde hij in drie korpsen, ter vervanging van zijn eerdere twee. Het eerste bleef onder bevel staan van James Longstreet ("Old Pete"), het oude korps van Stonewall Jackson werd verdeeld onder Richard S. Ewell en A.P. Hill.
Lee begon zijn campagne uiteindelijk op 3 juni vanuit Fredericksburg. Terwijl zijn hoofdmacht optrok naar de Potomac, stuurde Lee zijn cavalerie – onder leiding van vertrouweling J.E.B. Stuart – vooruit om de zaak te verkennen. Stuart was beroemd en berucht om zijn "cavalry runs", waarmee hij al vaker de toevoerlijnen van de vijand afgesneden had. Deze keer had hij het echter niet zo makkelijk, toen zijn cavalerie op 9 juni op de Noordelijke cavalerie stuitte bij het Brandy Station te Culpeper in Virginia. Stuart won deze slag (de grootste cavalerieslag van de oorlog) uiteindelijk wel, maar het toonde wel aan dat de Zuidelijke ruiterij niet meer oppermachtig was. Bovendien wist het Noorden nu dat Lee onderweg was.
Lee zelf vorderde rond 15 juni tot de Potomac, die zijn drie korpsen die week overstaken. De Army of the Potomac (dat zich in Virginia bevond) volgde op 25 juni, nog net onder Hookers commando. Hier maakte Lee een grote fout – om de Army of the Potomac in de gaten te houden, stuurde hij Stuart weer op pad. Zijn missie was om om de Army heen te trekken, alles te verkennen en terug te komen. Dit bleek echter niet zo makkelijk en Lee kon pas halverwege de slag bij Gettysburg weer over zijn cavalerie beschikken.
Eenmaal aangekomen in Pennsylvania was het Lees bedoeling om zijn leger bij elkaar te houden, de kleinere garnizoenen van het Noorden te overweldigen en pas de strijd met de grote troepenmacht van het Noorden aan te gaan als hij er klaar voor was – bij gebrek aan zijn cavalerie wist hij namelijk niet eens waar de Army of the Potomac was. Dit mislukte echter, door een verkeerde beslissing van een van Lees divisiecommandanten, Henry Heth. Deze had namelijk geruchten gehoord over een grote hoeveelheid schoenen die ergens te halen vielen (de Army of Northern Virginia had hier altijd tekort aan) en hij was vastbesloten deze schoenen te bemachtigen. Tenminste, dit stond in zijn memoires – er wordt ook gespeculeerd dat hij het gerucht verzonnen heeft om er niet publiekelijk de schande van te hoeven dragen dat hij de slag met het Noorden uitgelokt had ver voordat Lee er klaar voor was. Hoe het ook zij, in Gettysburg waren geen schoenen te vinden – maar wel twee brigades cavalerie van het noorden, onder John Buford.

### Gettysburg

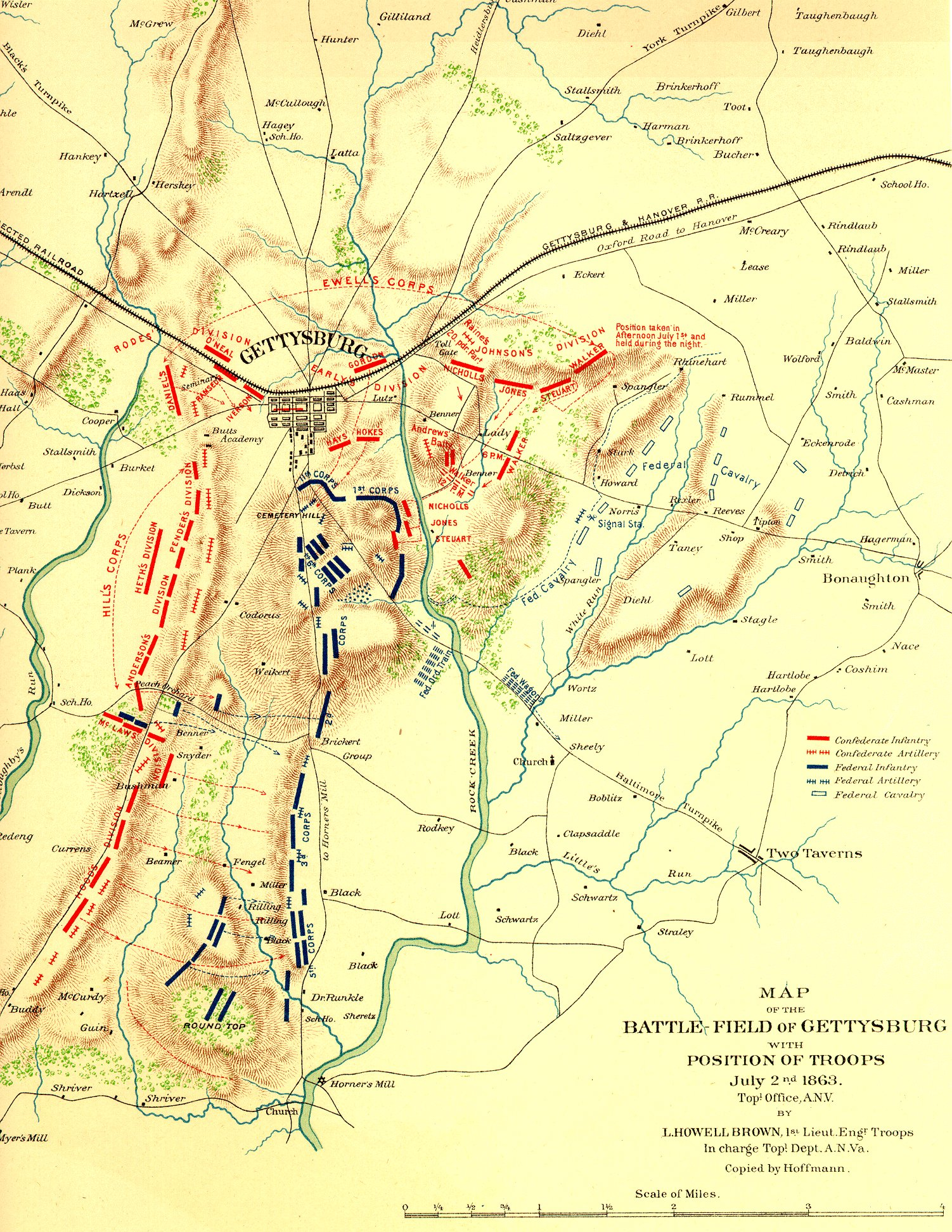
Topografische stafkaart van Gettysburg

In 1863 was Gettysburg een klein stadje in Pennsylvania van 2400 inwoners. Voornamelijk was het een kruising van een aantal wegen en een valleitje tussen een aantal heuvelruggen – waardoor het een natuurlijke plaats werd voor twee enorme legers om naartoe te stromen en elkaar tegen het lijf te lopen. Verder was Gettysburg een totaal onbekende plaats, een feit dat in de goedkope burgeroorlogfilms van de jaren 1950 en '60 veelvuldig terugkwam in het cliché over hoe "ons aller toekomst op dit moment beslist wordt in een klein plaatsje ver hiervandaan... Gettysburg".
Gettysburg was een klein plaatsje dat aan alle kanten omgeven werd door heuvels, heuvelruggen ('ridges'), bosjes en rivieren – het terrein heeft een enorme weerslag gehad op het verloop van de strijd, waarin evenveel tijd opging aan het veroveren en vasthouden van de hoger gelegen gebieden als aan het eigenlijke vechten. Ten noorden van het stadje ligt een kleine heuvel, Barlow's Knoll, direct aan de oever van Rock Creek. Ten westen van de Knoll, recht noordwaarts vanuit Gettysburg, lag destijds de Carlyle Road. Ten westen daarvan en doorlopend van het noordwesten van de stad naar het westen liggen Oak Hill en zijn uitloper, McPherson's Ridge. Tussen McPherson's Ridge en Gettysburg ligt een van de plaatsen waar hard gevochten werd: de Seminary Ridge, met het daarbovenop gelegen seminarie.
Direct ten zuiden van de stad ligt Cemetery Ridge, een uitloper van Cemetery Hill waar de Evergreen begraafplaats ligt. Het Gettysburg National Cemetery, door Abraham Lincoln geopend middels zijn Gettysburg Address, ligt tegenwoordig op dezelfde heuvel. Loodrecht op Cemetery Ridge loopt een kleine uitloper oostwaarts naar Culp's Hill. Aan de andere kant van Cemetery Ridge wordt de Ridge gescheiden van de lager gelegen landerijen rond de Codori Farm door een muurtje. Achter het muurtje loopt het bosje ('copse') en de Angle – de hoek in het muurtje – is aan de noordkant, net ten zuiden van Cemetery Hill. Ten zuiden van Cemetery Ridge liggen de Big en Little Round Tops (de Little Round Top is de noordelijke) en het korenveld ('Wheat Field') en de Devil's Den liggen daartegenover, aan de andere kant van de Plum Run.

## Slagorde

### Unie
De Army of the Potomac (Leger van de Potomac) onder het bevel van generaal-majoor George G. Meade (sinds 28 juni), beschikte aan de vooravond van de slag over een (theoretische) totale getalsterkte van 104.256 militairen.
| Eenheid            | Bevelvoerend officier               | Officieren | Manschappen | Totaal  |
| ------------------ | ----------------------------------- | ---------- | ----------- | ------- |
| Hoofdkwartier      | Generaal-majoor George G. Meade     | 50         |             | 50      |
| Provoost           | Brigadegeneraal Marsena R. Patrick  | 84         | 1.445       | 1.529   |
| Geniebrigade       | Brigadegeneraal Henry W. Benham     | 40         | 906         | 946     |
| Wacht & ordonnans  | Brigadegeneraal Rufus Ingalls       | 2          | 47          | 49      |
| Verbindingstroepen | Kapitein Lemuel B. Norton           | 6          |             | 6       |
| Ie Legerkorps      | Generaal-majoor John F. Reynolds    | 759        | 9.596       | 10.355  |
| IIe Legerkorps     | Generaal-majoor Winfield S. Hancock | 968        | 12.088      | 13.056  |
| IIIe Legerkorps    | Generaal-majoor Daniel E. Sickles   | 831        | 11.799      | 12.630  |
| Ve Legerkorps      | Generaal-majoor George Sykes        | 837        | 12.374      | 13.111  |
| VIe Legerkorps     | Generaal-majoor John Sedgwick       | 1.031      | 14.679      | 15.710  |
| XIe Legerkorps     | Generaal-majoor Oliver O. Howard    | 603        | 9.973       | 10.576  |
| XIIe Legerkorps    | Generaal-majoor Henry W. Slocum     | 541        | 8.056       | 8.597   |
| Cavaleriekorps     | Generaal-majoor Alfred Pleasonton   | 773        | 14.200      | 14.973  |
| Artilleriereserve  | Brigadegeneraal Robert O. Tyler     | 104        | 2.464       | 2.568   |
| Totaal             |                                     | 6.447      | 97.627      | 104.256 |

In aanvulling op de troepen die daadwerkelijk deel uitmaakten van de Army of the Potomac en participeerden in de gevechten bij Gettysburg, opereerden in de wijde omgeving nog tal van andere eenheden, zowel regulier als militie. Zij werden niet rechtstreeks bij de veldslag betrokken, maar verleenden wel steun aan het leger van generaal Meade en vochten gedurende de rest van de Gettysburgcampagne.

### Geconfedereerden
Over de exacte getalsterkte van de Army of Northern Virginia (Leger van Noord-Virginia), onder het bevel van generaal Robert E. Lee, bestaat veel onduidelijkheid als gevolg van het schaarse en regelmatig tegenstrijdige bronnenmateriaal. Hoewel de sterkte van het leger bij aanvang van de Gettysburgcampagne algemeen rond de 75.000 manschappen wordt gelegd, komen auteurs veelal tot verschillende conclusies wat betreft het aantal soldaten dat ten tijde van de veldslag in Gettysburg gevechtsklaar was en daadwerkelijk voor de strijd aantrad. Het schrijversduo Busey en Martin bepaalde zo het vermoedelijke troepenaantal dat Lee in de strijd wierp op 71.699 militairen. Hall daarentegen komt op een totaal van 69.915; onderstaande slagorde is gebaseerd op de cijfers van laatstgenoemde.
| Eenheid               | Bevelvoerend officier               | Officieren + manschappen |
| --------------------- | ----------------------------------- | ------------------------ |
| Hoofdkwartier         | Generaal Robert E. Lee              | 17                       |
| Escorte Hoofdkwartier | Majoor John H. Richardson           | 43                       |
| Ie Legerkorps         | Luitenant-generaal James Longstreet | 20.811                   |
| IIe Legerkorps        | Luitenant-generaal Richard S. Ewell | 20.572                   |
| IIIe Legerkorps       | Luitenant-generaal Ambrose P. Hill  | 22.083                   |
| Cavaleriedivisie      | Generaal-majoor James E.B. Stuart   | 6.389                    |
| Totaal                |                                     | 69.915                   |

## De slag

### De eerste dag: Seminary en Cemetery Ridge

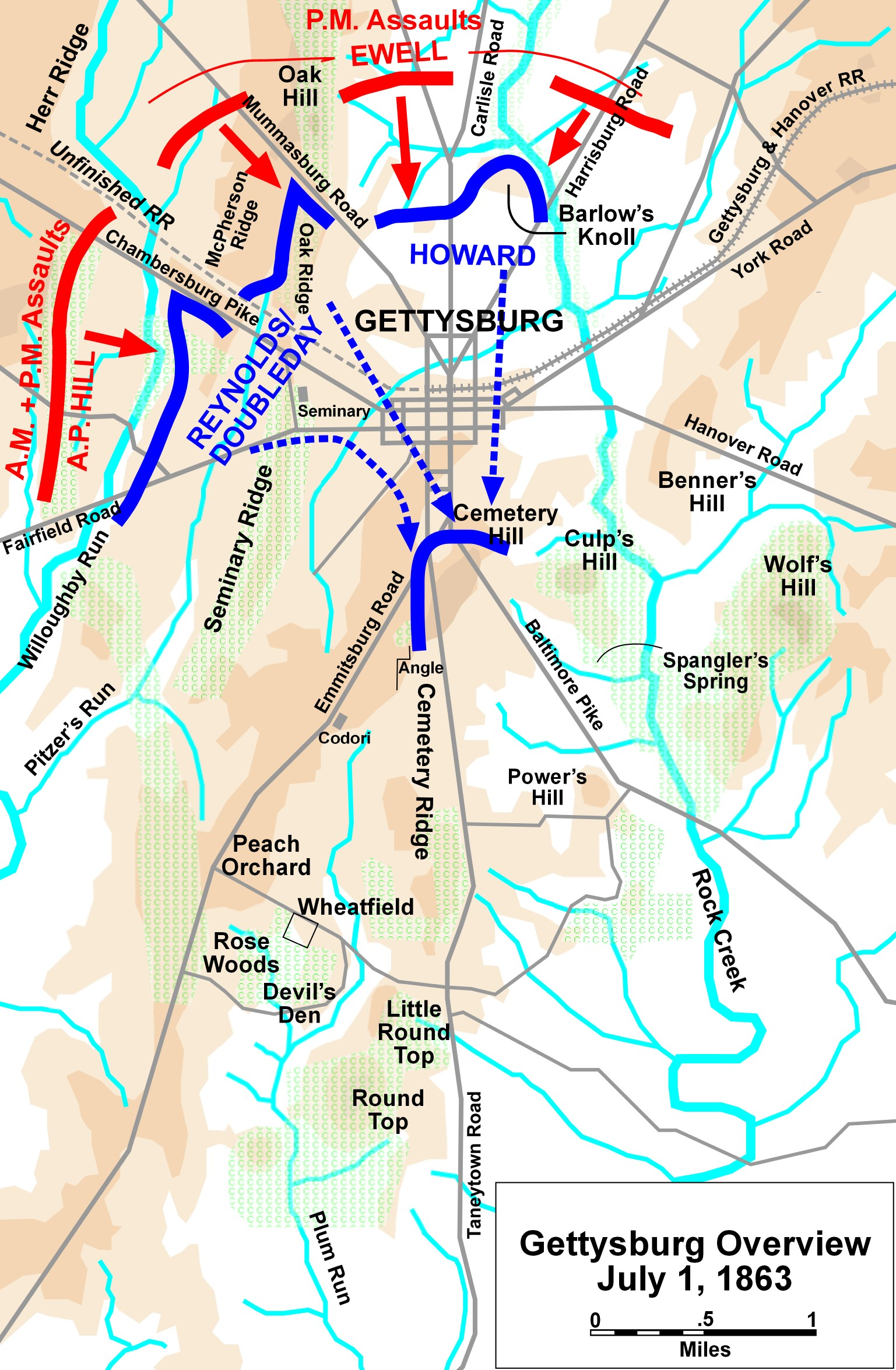
De eerste dag

Nadat Heths verkenners op de Noordelijke cavalerie gestuit waren bij Gettysburg, stuurden beide partijen ruiters om met een dodemansvaart versterkingen te gaan halen. Door het marsplan van Lee en de omtrekkende beweging van de Army of the Potomac betekende dat, dat het Zuiden die dag vanuit het Noorden kwam opzetten en de Noordelijke verdedigers vanuit het zuiden.
Terwijl het vooral wachten was op de versterking, begonnen Heths twee verkennende divisies alvast aan de strijd met Bufords cavalerie. Buford doorzag onmiddellijk dat het voor het Noorden hoofdzaak moest zijn om de heuvelruggen te bezetten en vast te houden en zo begon de strijd op 1 juli vroeg in de ochtend rond Herr's Ridge, McPherson's Ridge en Seminary Ridge. Aangezien Buford zwaar in de minderheid was tegenover Heths twee divisies, waren zijn inspanningen er vooral op geconcentreerd om tijd te winnen totdat het First Corps van generaal Reynolds arriveerde, halverwege de ochtend. Dit lukte hem wonderwel zonder zelfs al te veel terrein prijs te geven. Hoewel Reynolds vroeg in de strijd sneuvelde, hielden zijn troepen stand en vielen de Zuidelijke troepen terug. De 26ste Divisie uit North Carolina leed de zwaarste verliezen van de hele oorlog. Tegen het einde van de ochtend leek het Noorden op een overwinning af te streven.
Tegen het begin van de middag arriveerden echter twee divisies onder Ewell vanuit het noorden. Zij vielen aan bij de slecht verdedigde Blocher's Knoll (nu Barlow's Knoll geheten) en namen die in. Ondanks tegenaanval slaagde het Noorden er niet in deze terug te nemen en halverwege de middag liepen de Noordelijke lijnen in een soort sikkelvorm van het noordwesten om de stad heen tot het oosten.
Lee had inmiddels ook het belang ingezien van de hooggelegen gebieden rond Gettysburg en hij had Ewell opdracht gegeven om "zo mogelijk" Cemetery Ridge in te nemen. Ewell besloot echter om het niet te proberen. Lee heeft veel kritiek te verduren gekregen aangaande dit bevel, omdat het Ewell te veel vrijheid zou hebben gelaten om niets te doen en het moment te laten varen. Er is ook altijd veel speculatie geweest over hoe de agressievere Stonewall Jackson het aangepakt zou hebben als hij nog in leven was geweest en hoe anders de zaak af had kunnen lopen. Dat wil echter niet zeggen dat er bij Cemetery Ridge niet gevochten is op de eerste dag – gedurende een groot gedeelte van de ochtend werd het kerkhof verdedigd door de troepen van Buford en de strijd verplaatste zich pas echt weg van het kerkhof nadat het First Corps gearriveerd was en de stellingen goed bezet had. Daarmee is om Cemetery Ridge ongeveer even zwaar gevochten als om Seminary Ridge.

Ironisch genoeg hangt er tot op de dag van vandaag hetzelfde bord bij de toegang tot Evergreen Cemetery als er toen ook al hing: "People found using firearms in the cemetery grounds will be prosecuted to the utmost extent of the law" ("Eenieder die betrapt wordt op het gebruik van vuurwapens in het kerkhof zal met alle wettelijke middelen vervolgd worden").
Op de eerste dag hadden 25.000 geconfedereerde troepen slag geleverd met 18.000 federale troepen. Het was, al met al, de 23ste slag qua grootte van de hele oorlog; het resultaat was zo'n beetje gelijkspel.

### De tweede dag: de Big en Little Round Tops

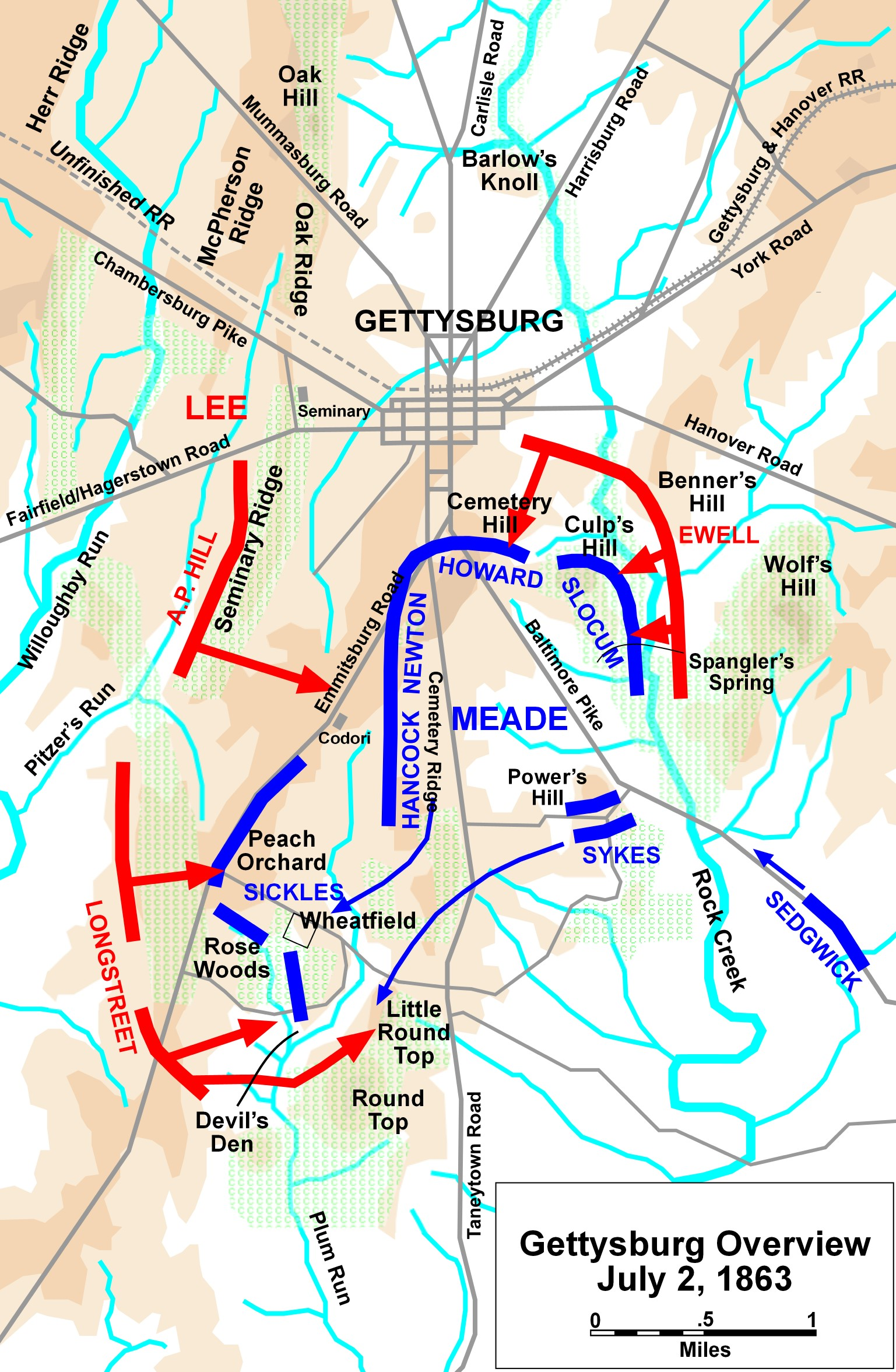
De tweede dag

De tweede dag van de slag bij Gettysburg speelde zich vooral af aan de zuidkant van het slagveld, rond Culp's Hill en Cemetery Ridge. De reden hiervoor is simpel: gedurende de avond van 1 juli en de ochtend van 2 juli kwamen de rest van de Noordelijke en Zuidelijke infanterie op het slagveld aan en zij kwamen allebei uit het zuiden opzetten. De Noordelijke infanterie kwam als eerste aan na een geforceerde mars en was dus in staat om de verdedigbare posities rond de heuvelruggen in te nemen, van Culp's Hill rond Cemetery Hill en dan zuidwaarts langs Cemetery Ridge (de zogeheten "vishaakopstelling"). Het eerste Zuidelijke korps onder Longstreet miste zijn hele derde divisie (onder George Pickett); deze divisie zou pas laat in de avond op de 2e aankomen en daarmee zou Longstreet heel de dag in het nadeel zijn.
De Zuidelijke legers waren er ondertussen wel in geslaagd een linie in te nemen parallel aan de Noordelijke slagorde. Deze linie liep langs Seminary Ridge, door de stad en dan richting Culp's Hill. Dit was echter geen goede positie – de Noordelijke linie was korter en bestond uit meer man, waarmee het Noorden achter de frontlinie personeel en materieel kon verplaatsen langs binnenlinies. De Zuidelijke lijn was veel langer en daarmee veel dunner; het Zuiden had niet genoeg mensen om een binnenlinie tot stand te brengen zonder gaten te laten vallen in het front.
Lee besloot tot een aanvalsplan waarbij hij de Noordelijke linkerflank op Cemetery Ridge aan zou vallen en gaandeweg de aanval uit zou breiden over de hele Noordelijke frontlinie. Hierdoor zou Meade geen troepen kunnen verplaatsen van het midden om zijn linkerflank in stand te houden, want hij zou overal tegelijk moeten zijn – het Zuiden zou de Noordelijke linie gewoon op kunnen rollen. Tegelijkertijd moesten de troepen van generaal Edward Johnson en Jubal Early "demonstraties" (steekaanvallen) op de Noordelijke rechterflank uitvoeren bij Cemetery en Culp's Hills om nog meer Noordelijke capaciteit weg te trekken van links en het midden. Bovendien zou de lichte aanval over rechts wellicht uitgebouwd kunnen worden tot een volledige aanval, als het geluk meezat.
Lee was echter niet goed geïnformeerd over de ligging van de Noordelijke posities – waar hij dacht om de Noordelijke linies heen te kunnen trekken, zou generaal Longstreet op het derde korps van generaal Dan Sickles stuiten. En om de zaak nog eens erger te maken, waren Longstreets troepen niet voorzichtig genoeg bij het optrekken naar hun slagposities – twee van Longstreets divisies werden opgemerkt door een Noordelijke uitkijkpost op de Little Round Top. Hierdoor moesten ze nieuwe posities kiezen voordat ze konden aanvallen, waarmee ze vrijwel de hele dag bezig waren.
Dan Sickles ondertussen – hij was niet de meest briljante man en had vaker problemen met het opvolgen van verstandige bevelen – had besloten om zonder toestemming zijn troepen naar voren te schuiven, over de Plum Run heen. Zijn plan was geweest om de hogergelegen grond rond de Emmitsburg Road te gaan bezetten ten behoeve van artillerieposities. Ongeveer de helft van zijn strijdkrachten waren daarheen gevorderd toen Longstreets troepen op kwamen zetten. De nieuwe frontlinie liep nu van de Devil's Den via de perzikengaard, langs de Emmitsburg Road noordwaarts tot aan de Codori Farm. Sickles' troepen zaten nu bij de perzikengaard in een soort duimvormig front, wat niet goed was – ze lagen aan twee kanten open voor aanvallen en waren verspreid over een front dat te lang was voor hun troepenmacht om goed te kunnen verdedigen. En omdat ze zover vooruit geschoven waren, kon hulp hen niet bereiken. Uiteindelijk zag generaal George Meade zich gedwongen versterkingen te sturen om Sickles uit de brand te helpen, met als resultaat gevechten bij de Devil's Den, de perzikengaard en het korenveld die nog altijd beroemd zijn om hun bloederigheid. Uiteindelijk verloor Sickles 70% van zijn manschappen bij die gevechten. Een Noordelijke divisie onder Caldwell die door Meade gestuurd was om hem te helpen, raakte verstrikt in het korenveld en werd door de Zuidelijke troepen aan stukken gereten – 100% gesneuvelden.
Een veel verstandiger man dan Dan Sickles was brigadegeneraal Gouverneur K. Warren, het hoofd van Meades genie. Hij zag al heel snel in dat om het Zuiden te stoppen, het noodzakelijk was dat de Big en Little Round Tops ten zuiden van de Noordelijke linies behouden bleven. Hij stuurde kolonel Strong Vincent met zijn troepen de heuvels op, met bevelen tegen elke prijs het Zuiden terug te drijven. Vincents troepen bezetten de top net een paar minuten voordat Hoods divisie de aanval inzette en sloeg een viertal aanvallen van die divisie af. Zij werden daarbij gesteund aan de rechterkant door een artilleriedivisie die Warren ook had weten te versieren.
De linkerflank werd gevormd door het 20ste regiment van Maine, onder kolonel Joshua L. Chamberlain. Zij hadden een verdedigbare positie ingenomen achter een stenen muurtje en stonden tegenover het 15e regiment van Alabama. Chamberlains troepen hadden echter een tekort aan munitie en hij voerde dus een zeldzame manoeuvre uit – hij verdeelde zijn troepen in twee, liet zijn eerste compagnie-A achter de muur, spreidde zijn tweede compagnie-B uit naar rechts en liet hen hard de heuvel afrennen en naar links uitwijken als een soort scharnierende deur. Hierdoor werd het 15e tijdelijk teruggedreven. Het was echter niet genoeg en in de verwarring raakte compagnie-B verdwaald. Tot een aantal uren later, toen het 15e terugkeerde en zich op het muurtje en compagnie-A wierp. Toen bleek dat zij zich opeens achter het oprukkende 15e bevonden, dat omsingeld was, dat wankelde, terugviel en omkeerde en het op een lopen zette. Ongeveer de helft van die compagnie gaf zich over en merkte op dat "het 15e Alabama nooit eerder verslagen is en we hopen het 20ste Maine nooit meer tegen te komen". Voor zijn verdediging van de Little Round Top ontving Chamberlain de Medal of Honor.
De rest van de dag (de avond) bestond uit aanvallen van het Zuiden op de verdedigers van Culp's Hill – de demonstraties die veel eerder hadden moeten plaatsvinden. Ze waren echter te laat en de inmiddels gearriveerde, Noordelijke versterkingen en het bestaan van hun binnenlinies zorgde ervoor dat de Zuidelijken altijd tegenover een enorm front stonden. Die aanvallen mislukten en het Zuiden moest zich terugtrekken.

### De derde dag: Pickett's Charge

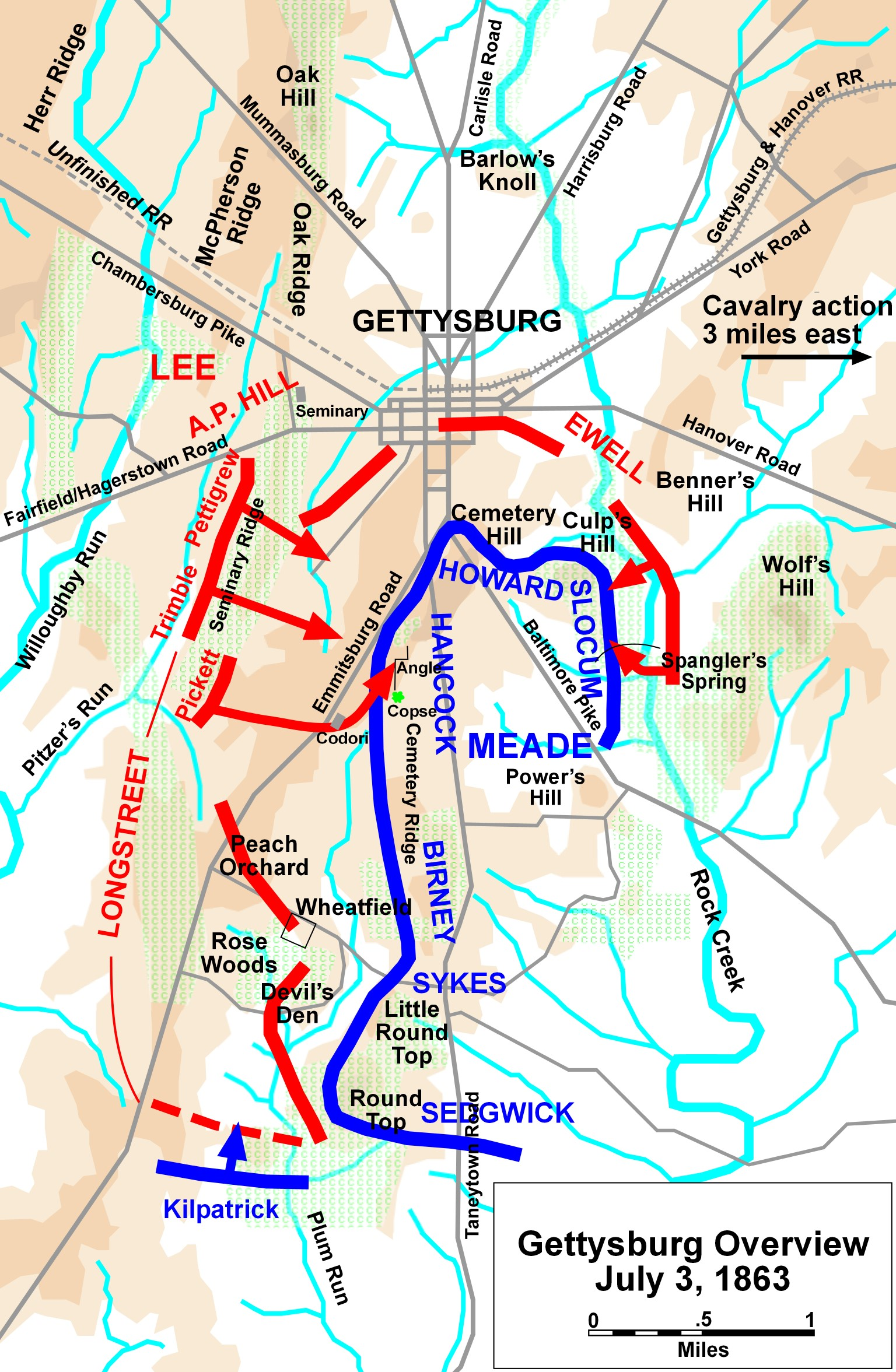
De derde dag

Tegen de derde dag was het duidelijk dat het Zuiden er niet goed voorstond. Generaal Longstreet raadde Generaal Lee zelfs aan om zich terug te trekken en de campagne elders voort te zetten. Lee weigerde echter – volgens A.P. Hill omdat "zijn bloed inmiddels kookte" – en hij besloot zich aan zijn plan van de vorige dag te houden met als opmerking dat "ik ga de Yankees hier verslaan of helemaal niet". Lee besloot tot een charge door het midden, recht op Cemetery Ridge af. De charge zou geleid worden door Picketts divisie, gevolgd door twee andere divisies.
Pickett's Charge behoort zonder enige twijfel tot de domste militaire manoeuvres aller tijden. Het plan was om een artilleriebombardement te lanceren tegen de Noordelijke vijand, waarna de drie divisies vanaf Seminary Ridge lopend op zouden rukken – zonder enige dekking van het landschap – over anderhalve kilometer (ongeveer 12 minuten) naar Cemetery Ridge. Recht op de muur af die daar stond, met daarachter de Noordelijke troepen, hun musketten en kanonnen (artillerie).
Picketts mannen stelden zich in de ochtend op, maar moesten toen tot 13.00 uur wachten in de brandende zon – het was die dag erg warm – voor ze op konden rukken. De schrijver Shelby Foote, die zeer veel geschreven heeft over de Amerikaanse Burgeroorlog, stelt dat het nu nog aan iedere Zuidelijke jongen gegeven is zich dat moment voor te stellen: een warme dag in juli, de vlaggen uitgerold maar nog niet gehesen, wachtend in de bosjes en het koren, voordat de oorlog verloren zou worden... Hoewel de oorlog nog twee jaar zou duren na deze bloedigste slag ooit op Amerikaanse bodem.

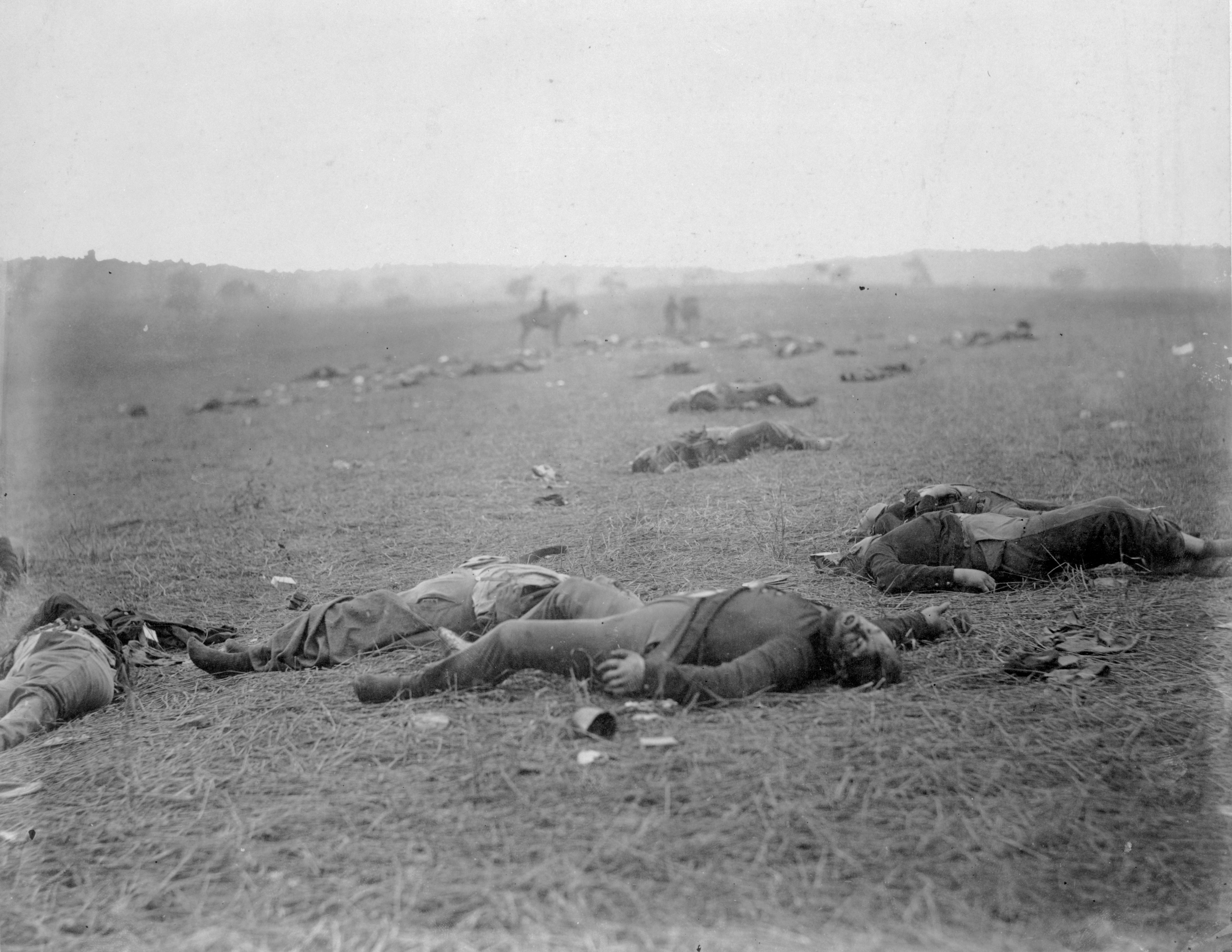
Gesneuvelden op het veld bij Gettysburg.

Rond 13.00 uur begon een Zuidelijke artilleriebarrage die minstens een uur aanhield – voor niets, aangezien de meeste inslagen te ver neerkwamen. Het Noorden vuurde aanvankelijk niet terug. Pas na een kwartier openden 80 Noordelijke kanonnen het vuur. Na de barrage begonnen 12.500 Zuidelijke soldaten als één man aan hun opmars. Tot ze drie kwart van de weg waren gevorderd, deed het Noorden niets. Toen begonnen de kanonnen en musketten te vuren. De Zuidelijke troepen bereikten de muur maar op een plek (een bocht in de muur die "The Angle" heet) en dat maar kortstondig. Van de 12.500 oprukkende troepen keerde ongeveer 6500 terug naar de Zuidelijke linies. Picketts hele divisie was weggevaagd.
De Army of Northern Virginia had al een chronisch tekort aan munitie. En Lee kon dergelijke verliezen niet incasseren. Op 4 juli, de dag waarop Vicksburg zich overgaf aan Grant (de Amerikaanse Onafhankelijkheidsdag), begon hij aan zijn terugtocht naar Virginia. Persoonlijk bood Lee zijn ontslag aan Jefferson Davis aan – dit werd geweigerd, maar het was wel de laatste keer dat Lee een invasie van het Noorden kon opzetten. En daarmee vervloog ook eigenlijk de laatste hoop van het Zuiden op een overwinning.
Eerste Slag bij Bull Run · Tweede Slag bij Bull Run · Slag bij Antietam · Slag bij Fredericksburg · Slag bij Chancellorsville · Slag bij Gettysburg · Slag in de Wildernis · Slag bij Spotsylvania Court House · Slag bij Cold Harbor · Beleg van Petersburg